# Tilslag
Tilslag (også tilsætning eller aggregat) er en fællesbetegnelse for sand og sten/grus, der tilsættes i beton eller asfalt.
Tilslaget udgør ca. 60 % af betonens volumen, og kvaliteten af tilslaget har derfor stor betydning for kvaliteten på den færdige beton. Bjergarter som egner sig godt som tilslag er granit og gabbro. I asfalt udgør tilslaget op til 95 % af volumen.